# Ciężkie zdarzenie niepożądane
Ciężkie zdarzenie niepożądane – zdarzenie niepożądane, które bez względu na zastosowaną dawkę badanego produktu leczniczego albo badanego produktu leczniczego weterynaryjnego powoduje zgon pacjenta, zagrożenie życia, konieczność hospitalizacji lub jej przedłużenie, trwały lub znaczny uszczerbek na zdrowiu, lub inne działanie produktu leczniczego, które lekarz według swojego stanu wiedzy uzna za ciężkie, lub jest chorobą, wadą wrodzoną lub uszkodzeniem płodu.